# Rodalben
Ne doit pas être confondu avec Rodalbe.
Rodalben est une ville allemande située en Rhénanie-Palatinat, dans l'arrondissement du Palatinat-Sud-Ouest. Elle est aussi le chef-lieu du Verbandsgemeinde de Rodalben.

## Personnalités nées à Rodalben
- Johann Peter Frank (1745-1821), médecin, un des fondateurs de la santé publique et de la médecine sociale.
- Hartmut Bölts (1961-), coureur cycliste.